# بايانداي (مقاطعة إركوتسك)
بايانداي (بالروسية: Баяндай) هي مدينة في مقاطعة إركوتسك أوبلاست في روسيا. يبلغ عدد سكانها حوالي 2831 نسمة.